# Klapptriebwerk

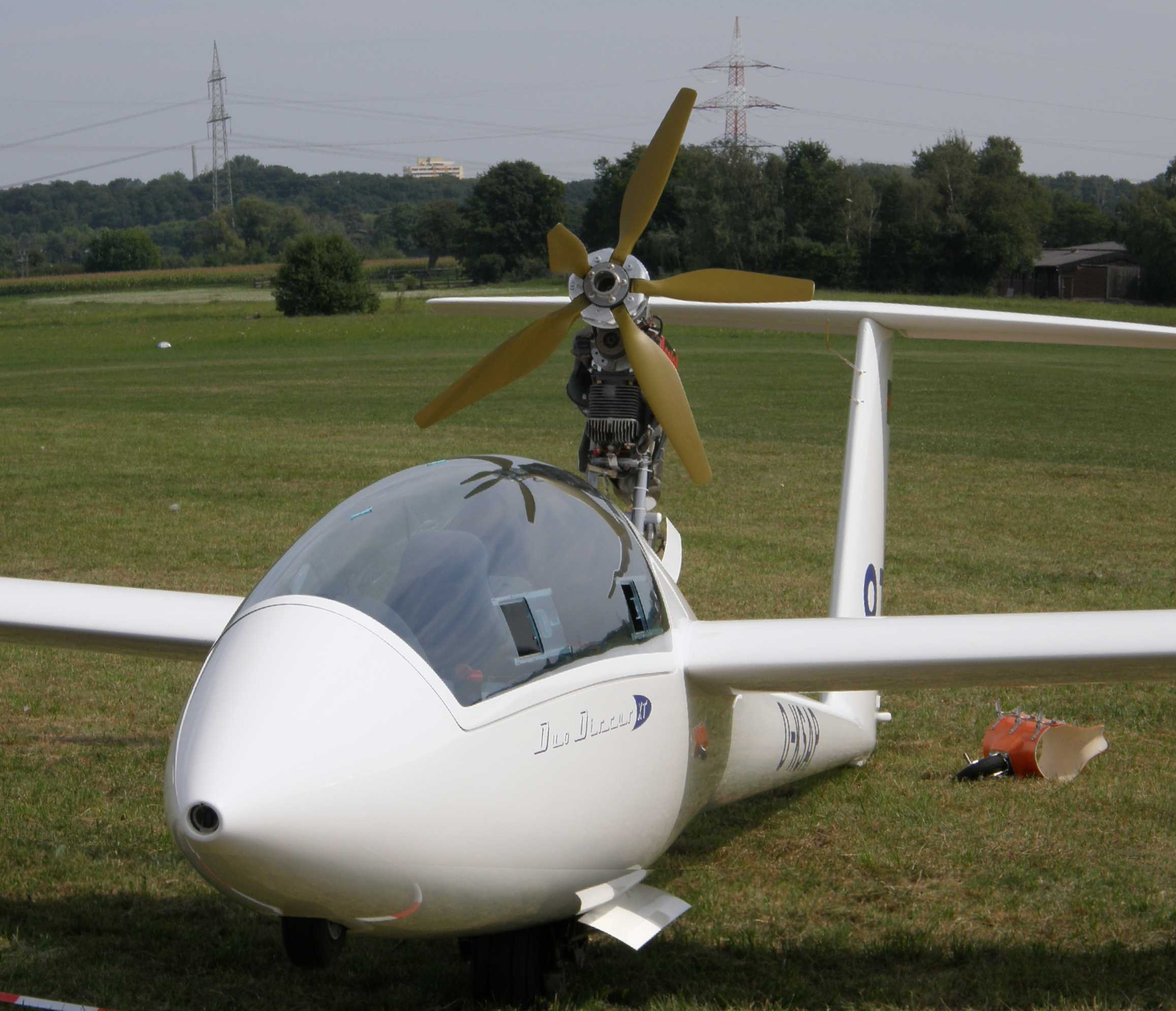
Klapptriebwerk mit 5-Blatt-Klapp-Propeller, System Oehler

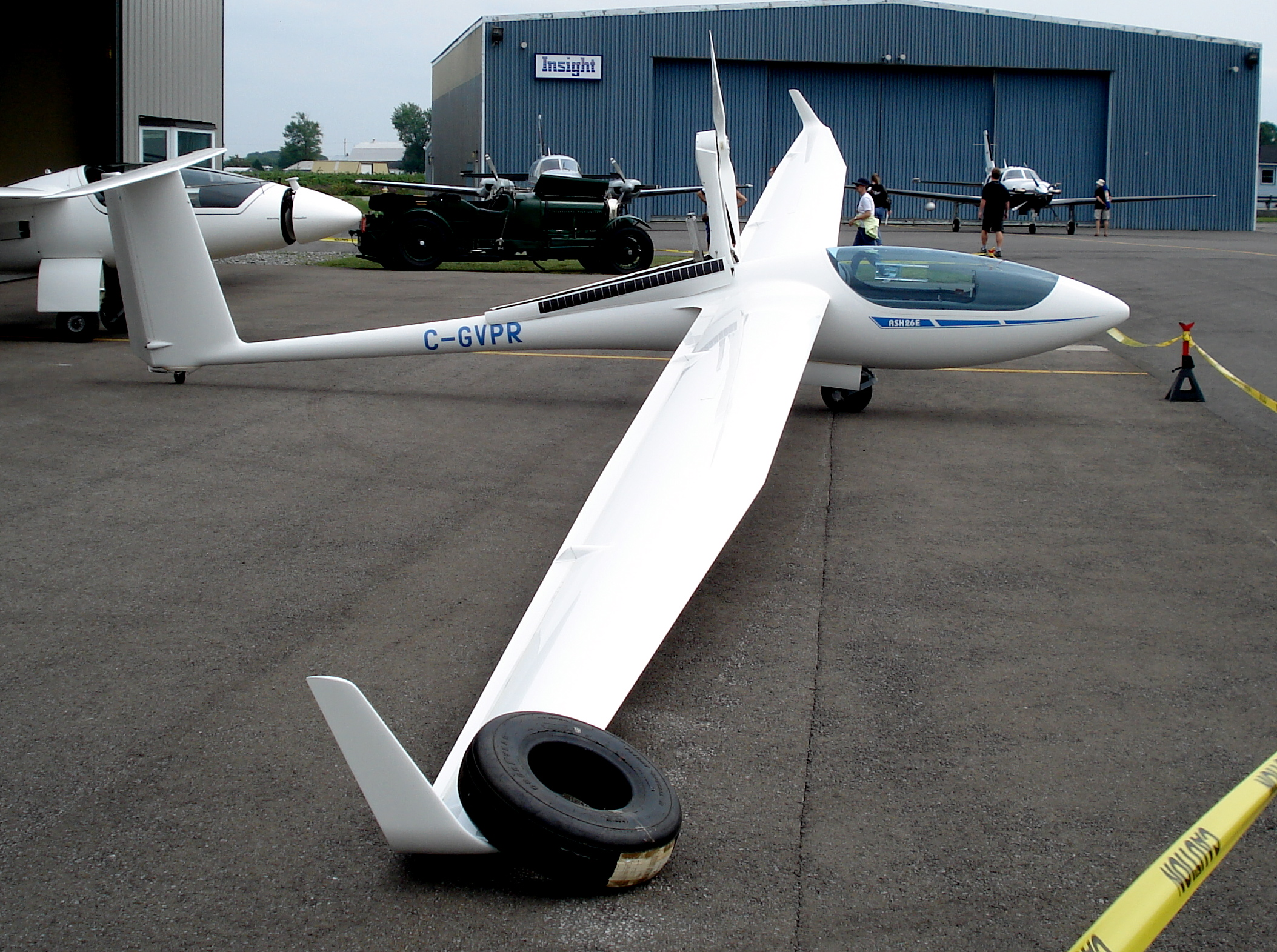
ASH 26E mit ausgeklapptem Wankel-Triebwerk und Starrpropeller

Ein Klapptriebwerk ist im Segelflugsport ein im Rumpf eines Segelflugzeuges versenkbarer Antrieb, also Motor mit Luftschraube, um beim Start nicht auf eine Startwinde oder einen Flugzeugschlepp angewiesen zu sein bzw. um längere Strecken ohne nutzbare Thermik bis zum nächsten möglichen Landeplatz überbrücken zu können. Dies ist dann eine Landung auf einem Segelflugplatz oder auch eine Außenlandung auf einer geeigneten landwirtschaftlichen Nutzfläche, nicht jedoch eine Not- oder Sicherheitslandung.

## Prinzip Klapptriebwerk
Hintergrund des Versenkens im Rumpf des Segelflugzeuges ist die Vermeidung von unnötigem Luftwiderstand beim reinen Segelflug. Aus Gewichtsgründen werden meist Zweitakt- oder Wankelmotoren mit Zahnriemenuntersetzung zum Propeller verwendet. Je nach Leistung des Triebwerks ist ein Flugzeugtyp für den Eigenstart zugelassen oder ausschließlich als „Flautenschieber“, um zum nächsten Flugplatz zu gelangen oder auch eine Außenlandung zu ermöglichen. In Deutschland tragen Segelflugzeuge mit Hilfstriebwerk ein mit D-K beginnendes Luftfahrzeugkennzeichen gefolgt von drei weiteren Buchstaben.

### Einzelne Typen
Viele aktuelle Segelflugzeuge sind optional mit einem Klapptriebwerk erhältlich, etwa die Muster ASG 32, ASH 31, ASH 30 und ASW 28 von Alexander Schleicher, oder die Muster Quintus, Arcus, Duo Discus, Ventus 2 und Discus 2 des Konkurrenten Schempp-Hirth.

### Alternative Prinzipien

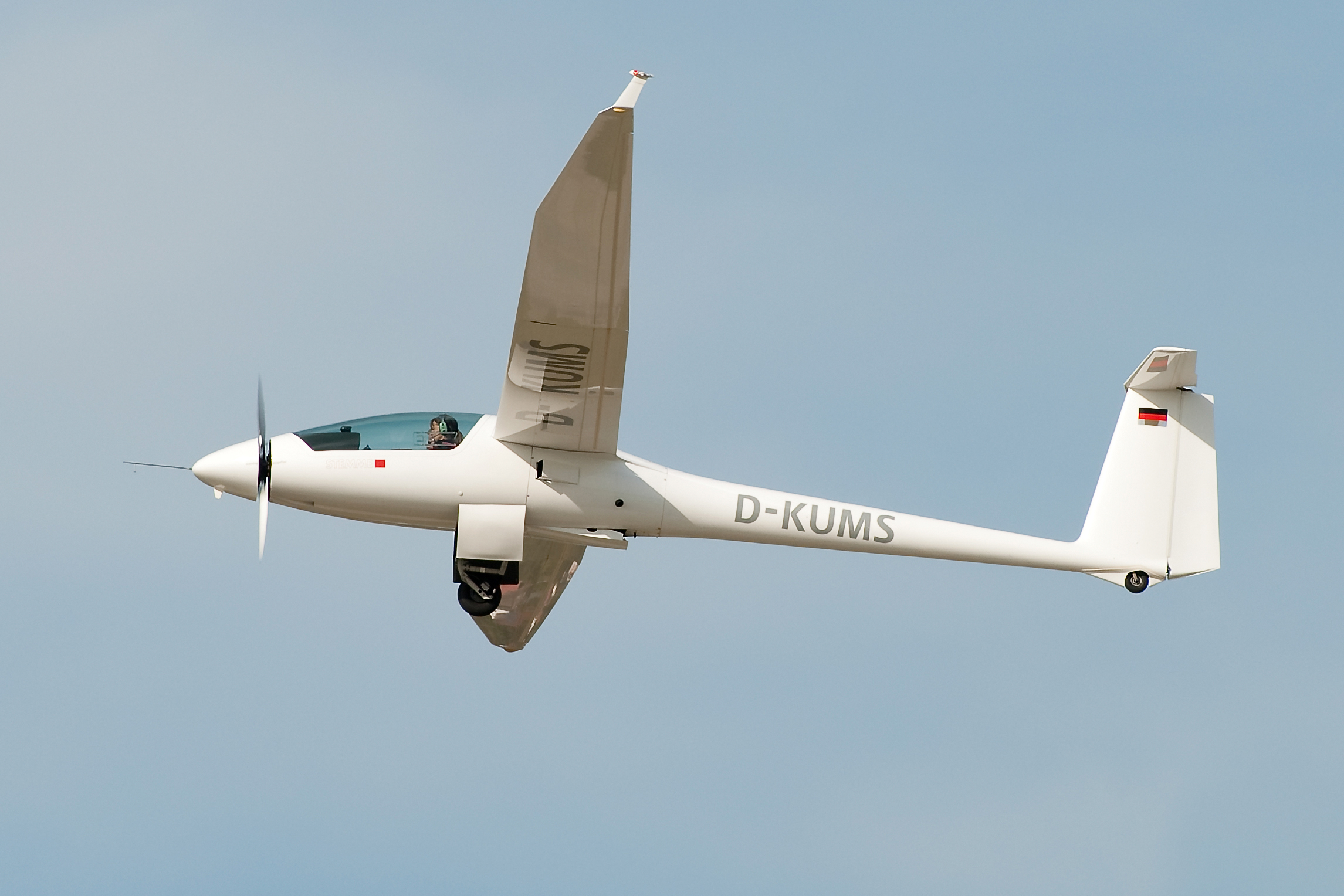
Stemme S10 mit geöffnetem Propellerspalt im Motorflug

Bei der Stemme S10 kommt ein anderes Prinzip zum Einsatz, hier treibt ein Mittelmotor über eine Fernwelle einen Zweiblattpropeller in der Rumpfnase an. Wenn dieser nicht läuft, werden die Propellerblätter eingeklappt und der Propellerspalt geschlossen. Vereinzelt werden auch Turbinen eingesetzt, etwa bei der Jonker JS1, Schempp-Hirth bietet für den Typ Discus ein FES („Front Electric Sustainer“) genanntes System mit Elektromotor an, bei dem der Propeller bei Nichtgebrauch an den Rumpf angeklappt wird.

## Probleme
Aufgrund einer Häufung von Unfällen beim Betrieb von in Deutschland zugelassenen Segelflugzeugen mit Klapptriebwerken gab die Bundesstelle für Flugunfalluntersuchung (BFU) ein entsprechendes Informationsschreiben heraus; Grund für die Zunahme bei den Unfällen ist laut der BFU, dass wenn das Triebwerk nicht funktioniert, „erschwert es die Situation, aus der es heraushelfen sollte“. Von 2005 bis 2012 gab es laut BFU 103 Unfälle mit entsprechenden Flugzeugen, bei denen bei 30 Ereignissen das Triebwerk nicht wie erwartet funktioniert hat und eine Entscheidung zur Außenlandung zu spät getroffen wurde.